# Gordon Gould

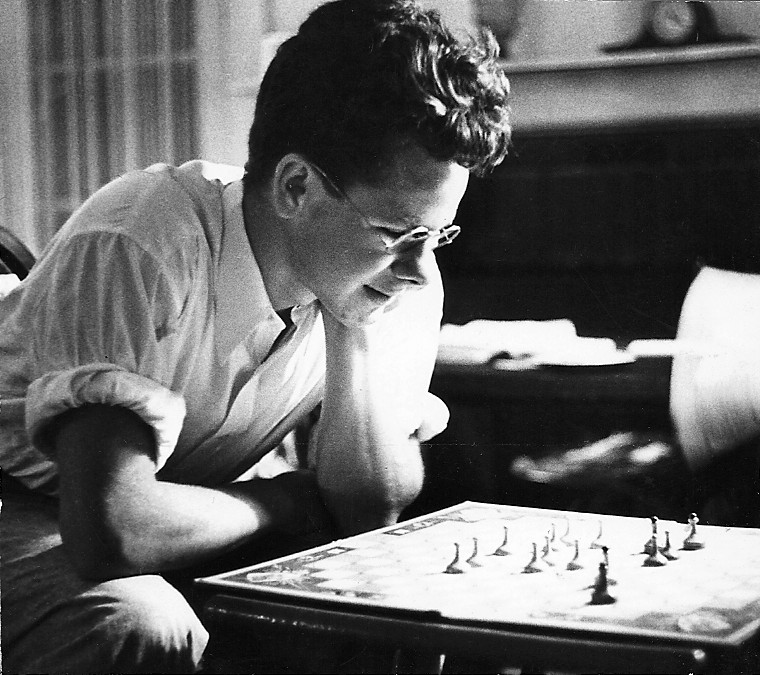
Gordon Gould (1940)

Gordon Gould (New York, 17 juli 1920 – aldaar, 16 september 2005) was een Amerikaans natuurkundige en uitvinder. Na een jarenlange juridische strijd werd hij officieel erkend als de originele uitvinder van de laser.

## Biografie
Gordon Gould werd geboren als oudste van de drie zonen van Kenneth en Hellen Vaugn Rue Gould. Na de highschool studeerde hij natuurkunde aan de Union College (bachelor in 1941) en Yale (master in 1943) met een specialisatie in optica en stereoscopie. Tussen maart 1944 en januari 1945 werkte hij kortstondig aan het Manhattanproject, maar werd ontslagen wegens zijn activiteiten als lid van een communistische politieke beweging.
In 1949 kwam Gould terecht op de Columbia-universiteit om te werken aan zij doctoraal in optische en microgolfspectroscopie. Zijn doctoraalprofessor was Nobelprijswinnaar Polykarp Kusch, die Gould inwijdde in de toen nieuwe techniek van het optisch pompen. In 1956 was hij actief betrokken bij Charles Townes uitvinding van de maser – de voorloper van de laser welke microgolven versterkt.
Rond 1957 gingen vele wetenschappers, waaronder Townes, op zoek naar een methode om de maser uit te breiden naar zichtbaar licht. In november dat jaar realiseerde Gould zich dat hij een optische resonator kon maken door twee spiegels te gebruiken in de vorm van een Fabry-Pérot-interferometer. Zijn ideeën werkte Gould uit op negen pagina's van zijn notitieboekje onder de titel: "Some rough calculations on the feasibility of a LASER: Light Amplication by Stimulated Emission of Radiation".
Het belang van zijn analyse beseffend liet hij zijn notities op 13 november 1957 registreren bij een notaris. Onwetendheid over het octrooirecht diende hij geen octrooiaanvraag in omdat hij – onterecht – dacht dat hij ook een werkend exemplaar moet kunnen laten zien.
Om zo snel mogelijk een laserprototype te bouwen brak Gould zijn promotieonderzoek af en kwam hij in contact met de Technical Research Group (TRG), een klein in 1953 opgericht ingenieursbedrijf. Op basis van Goulds laserontwerp wist TRG voor veel geld een militair contract binnen te halen; defensie was voornamelijk geïnteresseerd in lasers die vijandelijke doelen konden onderscheppen. In 1958 trad Gould bij TRG in dienst.
Echter, nadat het project door defensie als 'topgeheim' werd geclassificeerd kreeg Gould, als voormalig marxist, niet het noodzakelijke bewijs van goed gedrag waarna hij door TRG op een zijspoor werd gezet. Door technische problemen en doordat Gould slechts als adviseur mocht helpen lukte het TRG pas in april 1959 om een eerste octrooiaanvraag in te dienen op de laser. Omdat Townes en diens zwager Schawlow daarvoor al in juli 1958 een octrooiaanvraag hadden ingediend (toegekend in maart 1960) werd de aanvraag van TRG afgekeurd.
Om te bewijzen dat hij toch echt de eerste was die de laser had gevonden zette hij zijn door de notaris gestempelde notitieboekje in. Wat volgde was een dertigjarige patentoorlog met het United States Patent and Trademark Office, waarin Gould na talloze verloren rechtszaken in 1987 uiteindelijk toch aan het langste eind trok. Hij kreeg de vier belangrijkste laseroctrooien op zijn naam, goed voor inkomsten van enkele miljoenen dollar per jaar – ondanks dat hij 80 percent van de inkomsten moest afstaan om alle rechtszaken te financieren.
In 1967 had Gould TRG verlaten en was hij hoogleraar geworden op het Polytechnic Institute of Brooklyn (huidige Polytechnic Institute of New York University). Daar ging hij verder met zijn laser en verkreeg zelfs overheidssteun ter promotie van laseronderzoek aan het instituut. Nadat TRG in 1970 was overgenomen door de Control Data Corporation – die zelf weinig interesse hadden in lasers – lukte het Gould om zijn octrooirechten voor een paar duizend dollar te kopen, inclusief een klein gedeelte van eventuele toekomstige opbrengsten.
In 1973 verliet Gould het Polytechnic Institute en hielp hij bij de oprichting van Optelecom te Gaithersburg, een bedrijf dat glasvezelcommunicatieapparatuur fabriceerde. In 1985 verliet hij zijn succesvolle bedrijf.

## Erkenning
Hoewel zijn rol in de uiteindelijke uitvinding van de laser jarenlang werd betwist werd Gould in 1991 gekozen tot de National Inventors Hall of Fame. In zijn acceptatietoespraak zei hij:
Ik denk dat het belangrijk is om zelfkritisch te zijn. Je moet je van alle aspecten van een idee ontdoen doen die niet werken, of een idee in zijn geheel verwerpen ter voorkeur van een nieuw idee. Je moet aangemoedigd blijven om nieuwe dingen te proberen, zelfs als ze niet werken.